# Northwich

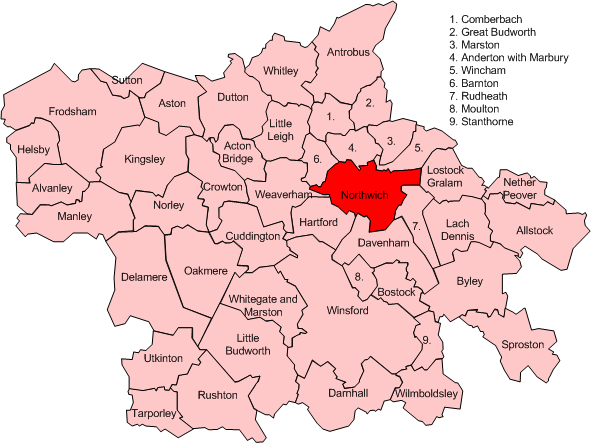
Northwich no distrito de Vale Royal

Northwich é uma pequena cidade no Condado de Cheshire, no noroeste da Inglaterra, com uma população de cerca de 20 mil habitantes (censo 2001), situada na planície de Cheshire, na confluência dos rios Weaver e Dane, cuja área tem sido explorada por suas minas de sal desde a época do Império Romano, quando era conhecida como Condate.
Ainda hoje, vestígios da ocupação de Roma na região podem ser vistos em escavações arqueológicas que descobriram um velho forte romano na cidade datado de 70 a.C.. O interesse dos romanos pelo sal encontrado na região vem da importância deste condimento na sociedade romana pré-cristã, de onde historiadores acreditam ter vindo a palavra em latim Salarium, ligada a sal, soldado e salário.